# 힐링메이트
힐링메이트는 한국에서 제작된 신종걸 감독의 2014년 드라마 영화이다. 진혜경 등이 주연으로 출연하였다.

## 출연

### 주연
- 진혜경
- 엄지혜

### 조연
- 이주윤
- 이홍선

## 기타
- 동시녹음: 이홍선
- 음악지원: 남기용